# Référendum de dévolution de l'Écosse de 1997
Ne doit pas être confondu avec Référendum de dévolution de l'Écosse de 1979.
- 80-90% Oui

Carte des résultats de la deuxième question.
80-90% Oui
70-80% Oui
60-70% Oui
50-60% Oui
40-50% Non

Carte des résultats de la première question.
80-90% Oui
70-80% Oui
60-70% Oui
50-60% Oui
40-50% Non

Le référendum de dévolution de l'Écosse de 1997 est un référendum qui a lieu le 11 septembre 1997 dans toute l'Écosse. Il a porté sur la création du parlement écossais. Il s'est tenu après le premier référendum de 1979. Il a réuni 63,7 % des électeurs de l'Écosse. Les deux référendums ont été soutenus par le parti travailliste.

## Contexte avant le scrutin
À l'inverse du gouvernement Callaghan qui disposait en 1979 d'une majorité affaiblie et divisée, le Gouvernement Blair à l'origine du projet jouit d'une majorité écrasante héritée des législatives de 1997, (triomphe électoral du "New labour") et met en place le referendum au début de sa mandature. De plus, à l'inverse de 1979, le referendum est "pré-législatif" et ne porte pas sur un texte déjà voté par le Parlement. Pour compenser le gouvernement Blair publie une série de livres blancs, afin que la population puisse juger en connaissance de cause.
L'autonomie proposée est néanmoins plus large que le projet de 1979 puisque ce dernier prévoyait un parlement dont les décisions ne pouvaient pas être annulées par la chambre des Communes. Le projet de 1979 (jamais appliqué) donnait au Secretary of State for Scotland la possibilité d'abroger une loi votée par le parlement écossais.

## Première question: la dévolution
Le référendum de 1997 comporte deux questions. La première porte sur la création du parlement écossais. Elle est remportée à 74,3 % avec 1 775 045 votes favorables contre 614 400 votes défavorables. La règle de la majorité qualifiée (qui avait causé l'abandon du projet 20 ans plus tôt) est abandonnée.

## Deuxième question: le pouvoir fiscal
La deuxième porte sur la possibilité donnée au parlement écossais de lever des impôts. Plus précisément, il permettait de donner au gouvernement écossais un pouvoir de variation de 3% du taux d'imposition de l'impôt sur le revenu.
Elle est remportée à 63,5 % avec 1 512 889 votes favorables contre 870 263 votes défavorables. L'approbation des deux questions a débouché sur le Scotland Act de 1998, et la création d'un gouvernement et un parlement écossais de dévolution.